# Rufin Kominek
Rufin Kominek (ur. 27 października 1921 w Biertułtowach; zm. 24 września 2002 we Wrocławiu) – polski plastyk, specjalizujący się w ceramice; nauczyciel akademicki związany z wrocławską Państwową Wyższą Szkołą Sztuk Plastycznych i jej siódmy rektor w latach 1982-1984.

## Życiorys
Urodził się w 1921 roku w Biertułtowach (obecnie Radlin). Studiował na Wydziale Ceramiki Artystycznej Państwowej Wyższej Szkole Sztuk Plastycznych we Wrocławiu, uzyskując dyplom w 1953 roku. Wcześniej w 1950 roku rozpoczął już pracę zawodową na swojej macierzystej uczelni w Katedrze Ceramiki Artystycznej i Przemysłowej jako pracownik naukowo-dydaktyczny. W 1969 roku został samodzielnym pracownikiem w stopniu docenta obejmując jednocześnie kierownictwo Wydziału Ceramiki Artystycznej oraz prowadząc Pracownię Projektowania Ceramiki Przemysłowej (w pracowni prof. Rudolfa Krzywca). W 1975 roku został powołany na stanowisko prorektora ds. artystyczno-badawczych. Był także wieloletnim dziekanem Wydziału Ceramiki i Szkła, zaś w latach 1983-1984 pełnił funkcję rektora swej macierzystej uczelni. W 1986 roku objął tam stanowisko profesora nadzwyczajnego. W 1987 roku przeszedł w stan spoczynku. Zmarł w 2002 roku we Wrocławiu. 
Brał czynny udział w wielu wystawach w kraju i zagranicą. Za swoją działalność artystyczną oraz dydaktyczną otrzymał liczne nagrody i odznaczenia, w tym m.in.: Medal X-lecia PRL (1955), Złoty Krzyż Zasługi (1971), złotą odznakę Budowniczy Wrocławia (1970), Krzyż Kawalerski Orderu Odrodzenia Polski (1983).
Spoczywa na Cmentarzu na Psim Polu we Wrocławiu.